# Václav Klán

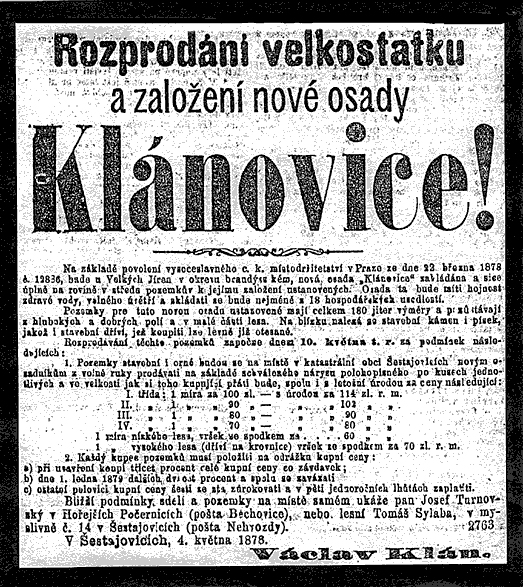
Inzerát ze 4. května 1878, ve kterém Václav Klán nabízí pozemky v Klánovicích

Václav Klán (5. listopadu 1839 Černošice – 23. července 1903 České Budějovice) byl český písař u okresního soudu ve Zbraslavi a později realitní podnikatel. Na základě jeho investice a podnikatelského plánu došlo na přelomu 19. a 20. století k výstavbě rodinných domků v lese mezi středočeskými Úvaly, Šestajovicemi, Újezdem nad Lesy a Běchovicemi. Toto sídlo, dnes část Prahy, bylo pojmenováno Klánovice a stalo se v období první československé republiky oblíbeným místem pro rekreaci pražské společenské smetánky.

## Původ majetku
Václav Klán na začátku 70. let 19. století pracoval jako písař u okresního soudu ve Zbraslavi. Tehdy mu jeho vzdálená teta odkázala kus skalnatého pozemku u Radotína, který později odkoupila těžební společnost s cílem těžit zde vápenec. Díky tehdejšímu rozmachu stavebnictví v oblasti Smíchova a potřebě kvalitních stavebních materiálů obdržel Klán za prodej své skály pohádkovou částku.

## Další osudy po prodeji vápencové skály
Za peníze získané prodejem radotínské skály Klán koupil statek v Modřanech, kde krátký čas hospodařil. Později projevili o jeho pozemky zájem Schwarzenbergové, kteří zde chtěli postavit parní pilu. Klán opět svůj majetek výhodně prodal a přestěhoval se do Prahy.
Rok 1873 byl z hospodářského hlediska pro Rakousko-Uhersko krizový. Byl nedostatek volných peněz, bohatší vrstvy se je snažily získat prodejem pozemků a díky tomu jejich ceny prudce klesly. Klán, který měl peněz dost, začal levně skupovat pozemky, jejichž cena se během pár měsíců znásobila.
V první polovině 70. let 19. století koupil část lesa u Šestajovic, který nechal vykácet a začal zde prodávat nově vytvořená pole. Roku 1874 koupil v dražbě od Studijního fondu z Tuchoměřic les Vidrholec ve výměře 13 km² za cenu 52 000 zlatých.
Šlo o velmi dobrou spekulaci - Klán věděl, že pozemky budou mít velkou cenu, jelikož lesem již od roku 1845 vedla železniční trať a právě se zde začala budovat silnice spojující okresy Brandýs nad Labem a Říčany (dnešní silnice Újezd-Šestajovice). Klán zažádal o povolení k parcelaci a o zřízení železniční zastávky. Povolení dostal v roce 1878, zastávka Jirny-Koloděje byla zřízena o pět let později.

## Průběh výstavby Klánovic
V roce 1878 se v Klánovicích začaly stavět první domy. V roce 1899 byl založen tak zvaný Okrašlovací spolek, který se mj. zasloužil o zbudování pískových chodníků. O dvanáct let později (1911) zde byla postavena kaple Nanebebevzetí Panny Marie, zavedeno osvětlení a otevřena pošta.
Na začátku první světové války stálo v obci 90 vil, 7 restaurací a velký pension. 40 let poté, co Václav Klán získal pozemky na Vidrholci (1914) byly Klánovice nejoblíbenější vilovou čtvrtí v pražském okolí.
Po roce 1918 získaly Klánovice status nezávislé obce. V té době šéf pražské stavitelské firmy Rudolf Utěšil vypracoval návrh na úpravu obce i blízkého lesa. V roce 1924 zbudoval na svých pozemcích moderní lázně, které se staly nejznámějším objektem meziválečných Klánovic. Na konci 30. let byla zahájena výstavba golfového hřiště Golf Clubu Praha.

## Stáří Václava Klána
Po výstavbě Klánovic však Klána opustilo podnikatelské štěstí. Nevyšlo mu několik investic a krachem skončila i rozsáhlá koupě pozemků v Dalmácii. Finančně se zcela vyčerpal a zemřel v chudobě v Českých Budějovicích dne 23. července 1903 na srdeční vadu.